# Tour der englischen Rugby-Union-Nationalmannschaft nach Nordamerika 1982
| Tour der Engländer nach Nordamerika 1982 | Tour der Engländer nach Nordamerika 1982 | Tour der Engländer nach Nordamerika 1982 | Tour der Engländer nach Nordamerika 1982 | Tour der Engländer nach Nordamerika 1982 |
| Übersicht                                | S                                        | G                                        | U                                        | N                                        |
| ---------------------------------------- | ---------------------------------------- | ---------------------------------------- | ---------------------------------------- | ---------------------------------------- |
| Sonstige Spiele                          | 8                                        | 8                                        | 0                                        | 0                                        |
| Gesamt                                   | 8                                        | 8                                        | 0                                        | 0                                        |

Die Tour der englischen Rugby-Union-Nationalmannschaft nach Nordamerika 1982 umfasste eine Reihe von Freundschaftsspielen der englischen Rugby-Union-Nationalmannschaft. Sie reiste im Mai und Juni 1982 durch Kanada und die Vereinigten Staaten. Während dieser Zeit bestritt sie acht Spiele, die sie alle gewann. Darunter waren zwei Begegnungen mit der kanadischen und der amerikanischen Nationalmannschaft, die beide nicht den vollen Status als Test Match erhielten.

## Spielplan
- Hintergrundfarbe grün = Sieg

| # | Datum         | Gegner                       | Ort        | Stadion                     | Ergebnis |
| - | ------------- | ---------------------------- | ---------- | --------------------------- | -------- |
| 1 | 24. Mai 1982  | Canada East                  | Toronto    |                             | 52:3     |
| 2 | 29. Mai 1982  | Kanada                       | Burnaby    | Burnaby Lake Sports Complex | 43:6     |
| 3 | 02. Juni 1982 | USA Cougars                  | Seattle    |                             | 26:6     |
| 4 | 05. Juni 1982 | Pacific Coast Grizzlies      | Long Beach |                             | 28:6     |
| 5 | 09. Juni 1982 | Western Rugby Football Union | Dallas     |                             | 45:6     |
| 6 | 13. Juni 1982 | Midwest Rugby Football Union | Cleveland  |                             | 58:7     |
| 7 | 16. Juni 1982 | Eastern Rugby Football Union | New York   | Gaelic Park                 | 41:0     |
| 8 | 19. Juni 1982 | Vereinigte Staaten           | Hartford   | Dillon Stadium              | 59:0     |

## Kader

### Management
- Tourmanager: Budge Rogers
- Managerassistent: Mike Davisf
- Kapitän: Steve Smith

### Spieler
| Spieler           | Position         | Mannschaft       |
| ----------------- | ---------------- | ---------------- |
| Les Cusworth      | Halbspieler      | Leicester Tigers |
| Nigel Melville    | Halbspieler      | Wakefield RFC    |
| Steve Smith       | Halbspieler      | Sale Sharks      |
| Peter Williams    | Halbspieler      | Orrell RUFC      |
| Tony Bond         | Dreiviertelreihe | Sale Sharks      |
| John Carleton     | Dreiviertelreihe | Orrell RUFC      |
| Steve Holdstock   | Dreiviertelreihe | Nottingham RFC   |
| Neil McDowell     | Dreiviertelreihe | Gosforth RFC     |
| Tony Swift        | Dreiviertelreihe | Swansea RFC      |
| Clive Woodward    | Dreiviertelreihe | Leicester Tigers |
| Dusty Hare        | Schlussmann      | Leicester Tigers |
| Nicholas Stringer | Schlussmann      | Wasps RFC        |

| Spieler            | Position | Mannschaft         |
| ------------------ | -------- | ------------------ |
| Steve Bainbridge   | Stürmer  | Gosforth RFC       |
| Phil Blakeway      | Stürmer  | Gloucester RFC     |
| Maurice Colclough  | Stürmer  | SC Angoulême       |
| David Cooke        | Stürmer  | Harlequins         |
| John Gadd          | Stürmer  | Gloucester RFC     |
| Nick Jeavons       | Stürmer  | Moseley RFC        |
| Stephen Mills      | Stürmer  | Gloucester RFC     |
| Gary Pearce        | Stürmer  | Northampton Saints |
| Malcolm Preedy     | Stürmer  | Gloucester FC      |
| Paul Rendall       | Stürmer  | Wasps RFC          |
| John Scott         | Stürmer  | Cardiff RFC        |
| Jim Syddall        | Stürmer  | Waterloo FC        |
| Peter Wheeler      | Stürmer  | Leicester Tigers   |
| Peter Winterbottom | Stürmer  | Headingley FC      |